# Kevin Stuhr Ellegaard
Kevin Stuhr-Ellegaard (født 23. maj 1983 i København) er en dansk tidligere fodboldspiller, der senest spillede som målmand i AaB. Han har spillet på ungdomslandsholdene (U16, U17, U19, U20 og U21), men kom aldrig til at få debut på A-landsholdet.

## Karriere

### Klubkarriere
Kevin Stuhr Ellegaard begyndte fodboldkarrieren i Brøndby IF, en tur til Hvidovre IF og så videre til BK Søllerød-Vedbæk,KB og Farum BK; men kom tidligt til udlandet. Først et længere ophold i Manchester City 2002-2005, det første år stod han fire hele kampe, men fik derefter reelt ingen spilletid, resulterende i en måneds udlån til Blackpool F.C. i januar 2005.
Grundet manglende spilletid valgte han at fortsætte sin karriere i Bundesligaklubben Hertha Berlin men det blev hårdere end ventet at komme på banen. Han valgte derfor i 2007 at skifte til Randers FC på fri transfer. I juni 2010 udløb kontrakten med Randers, og han skrev i august samme år under på en ny et-årig kontrakt med hollandske SC Heerenveen. Klubben valgte ikke at forlænge aftalen da den udløb i sommeren 2011. Samme sæson skiftede han til IF Elfsborg. Han fik senere korte ophold i Helsingør IF og AaB, inden han i 2022 indstillede karrieren.

### Landsholdskarriere
I sine unge år var Kevin Stuhr-Ellegaard fast mand på ungdomslandsholdene, og han har også været udtaget til A-landsholdet, dog uden at få debut. 